# Volo Aeroflot 12
Il volo Aeroflot 012 era un volo di linea internazionale partito da Pechino, Cina, a Mosca, Unione Sovietica, che sabato 13 luglio 1963 si schiantò durante l'atterraggio presso lo scalo programmato di Irkutsk. Nell'incidente morirono 33 delle 35 persone a bordo.

## L'aereo
L'aereo coinvolto era un Tupolev Tu-104B, codice di registrazione СССР-42492.

## Il volo e l'incidente
L'aereo decollò da Pechino intorno alle 2:49 ora di Mosca in rotta verso Irkutsk a 9.000 metri. Con una bassa copertura di nubi sull'aeroporto di Irkutsk, l'equipaggio ricevette dei dati meteorologici contraddittori riguardo la bassa altezza delle cime delle nuvole. Il Tupolev finì per scendere troppo presto. Dopo essere usciti dalla copertura delle nubi a meno di 60 metri dal suolo, i piloti tentarono di intraprendere un'azione evasiva, ma non fecero in tempo e l'aereo colpì il suolo a due miglia dalla pista intorno alle 10:00 ora locale.

## Vittime
33 delle 35 persone a bordo morirono nello schianto, compresi tutti gli otto membri dell'equipaggio e 25 passeggeri. Due passeggeri sopravvissero. Tra i morti c'erano sette albanesi, tra cui l'ambasciatore albanese in Cina e il poeta Drago Siliqi, così come tre cinesi. I resti delle vittime albanesi e cinesi furono portati a Pechino per una grande sepoltura pubblica a cui partecipò il premier Zhou Enlai. Al contrario, un periodico di aviazione degli Stati Uniti notò che la stampa sovietica "praticamente ignorò" il disastro.